# Cei trei muschetari (film din 2011)
Cei trei muschetari (titlu originar în engleză The Three Musketeers) este un film de aventuri și acțiune din 2011, regizat de Paul Anderson.